# Mula (Múrcia)
Mula é um município da Espanha na província e comunidade autónoma de Múrcia. Tem 633,38 km² de área e em 2021 tinha 17 074 habitantes (densidade: 27 hab./km²).

## Demografia
| Variação demográfica do município entre 1991 e 2004[carece de fontes?] | Variação demográfica do município entre 1991 e 2004[carece de fontes?] | Variação demográfica do município entre 1991 e 2004[carece de fontes?] | Variação demográfica do município entre 1991 e 2004[carece de fontes?] |
| ---------------------------------------------------------------------- | ---------------------------------------------------------------------- | ---------------------------------------------------------------------- | ---------------------------------------------------------------------- |
| 1991                                                                   | 1996                                                                   | 2001                                                                   | 2004                                                                   |
| 13053                                                                  | 13386                                                                  | 14611                                                                  | 15592                                                                  |